# Lestre
Lestre är en kommun i departementet Manche i regionen Normandie i norra Frankrike. Kommunen ligger i kantonen Montebourg som tillhör arrondissementet Cherbourg. År 2022 hade Lestre 244 invånare.

## Befolkningsutveckling
Antalet invånare i kommunen Lestre
| Referens: INSEE |